# Åkerö slott

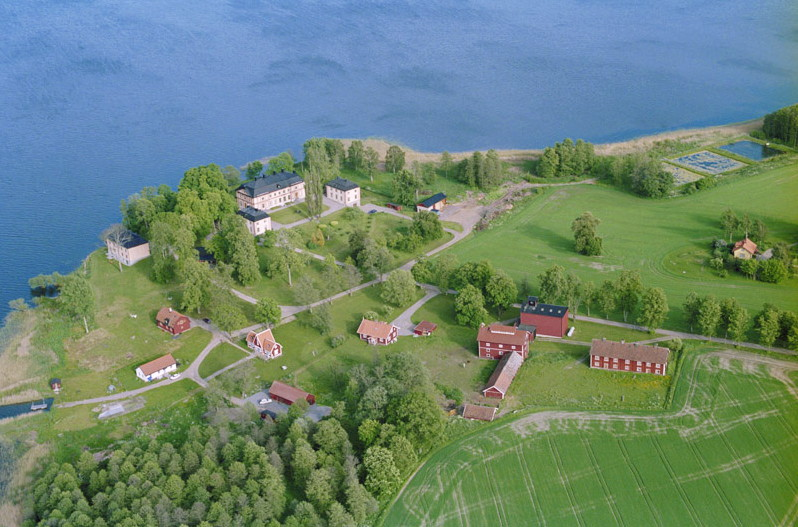
Åkerö slott från luften 1994.

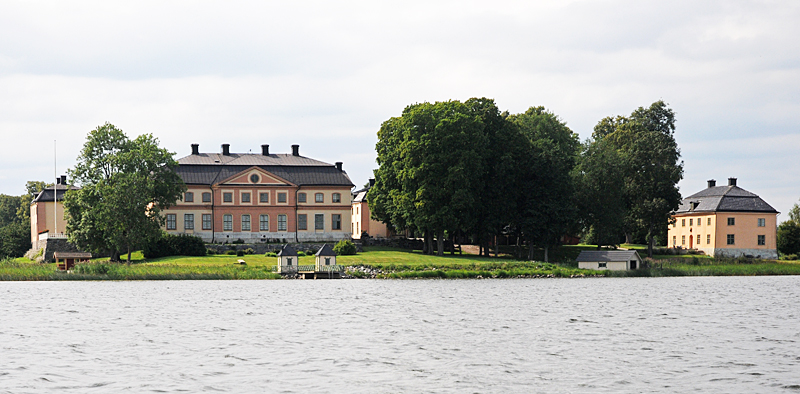
Åkerö slott i juli 2011

Åkerö är ett slott i Bettna socken, Flens kommun, Södermanland. Åkerö (Akirö) är ett gammalt herresäte med rötter i medeltiden. Av dess ägare lär nitton ha varit riksråd. 

## Allmänt

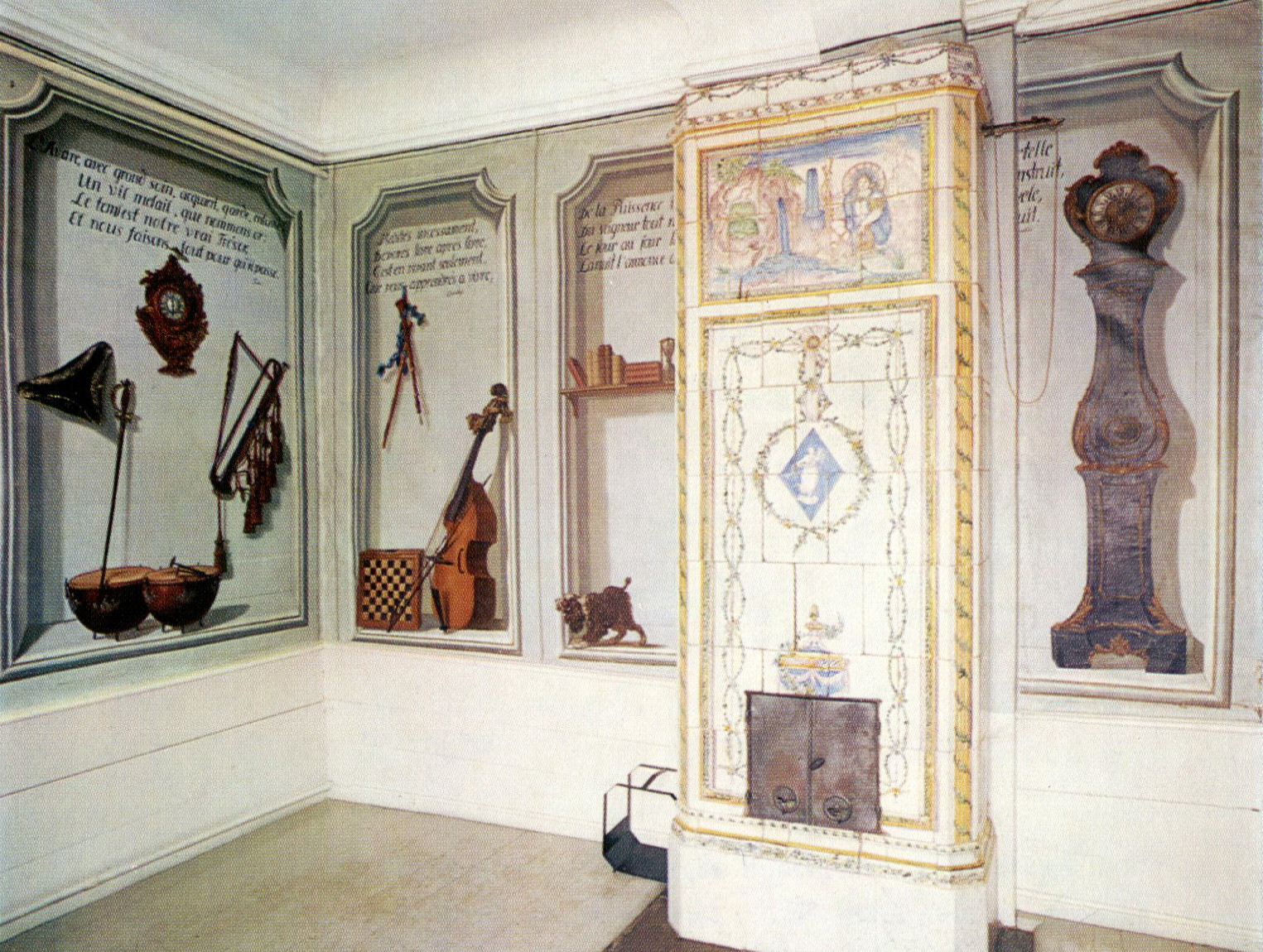
Tapeter i trompe l'œil-stil i det största rummet i norra flygeln är utförda av hovmålaren Johan Pasch (1758).

Åkerö byggdes 1752–1757 av dåvarande ägaren Carl Gustaf Tessin (1695–1770) efter ritningar av Carl Hårleman, som introducerade rokokon i Sverige. Han lät uppföra ett slottsliknande stenhus i två våningar med två fristående tvåvånings flyglar av trä på gårdssidan. Slottet är beläget på en bergig ö vid norra stranden av sjön Yngaren. Åt sjösidan omges slottet av terrasser och klippta häckar och åt landsidan av en yppig park. I trädgården finns stamträdet för Åkerö glasäpplen, som planterades 1749 och ännu bär frukt.

## Historia

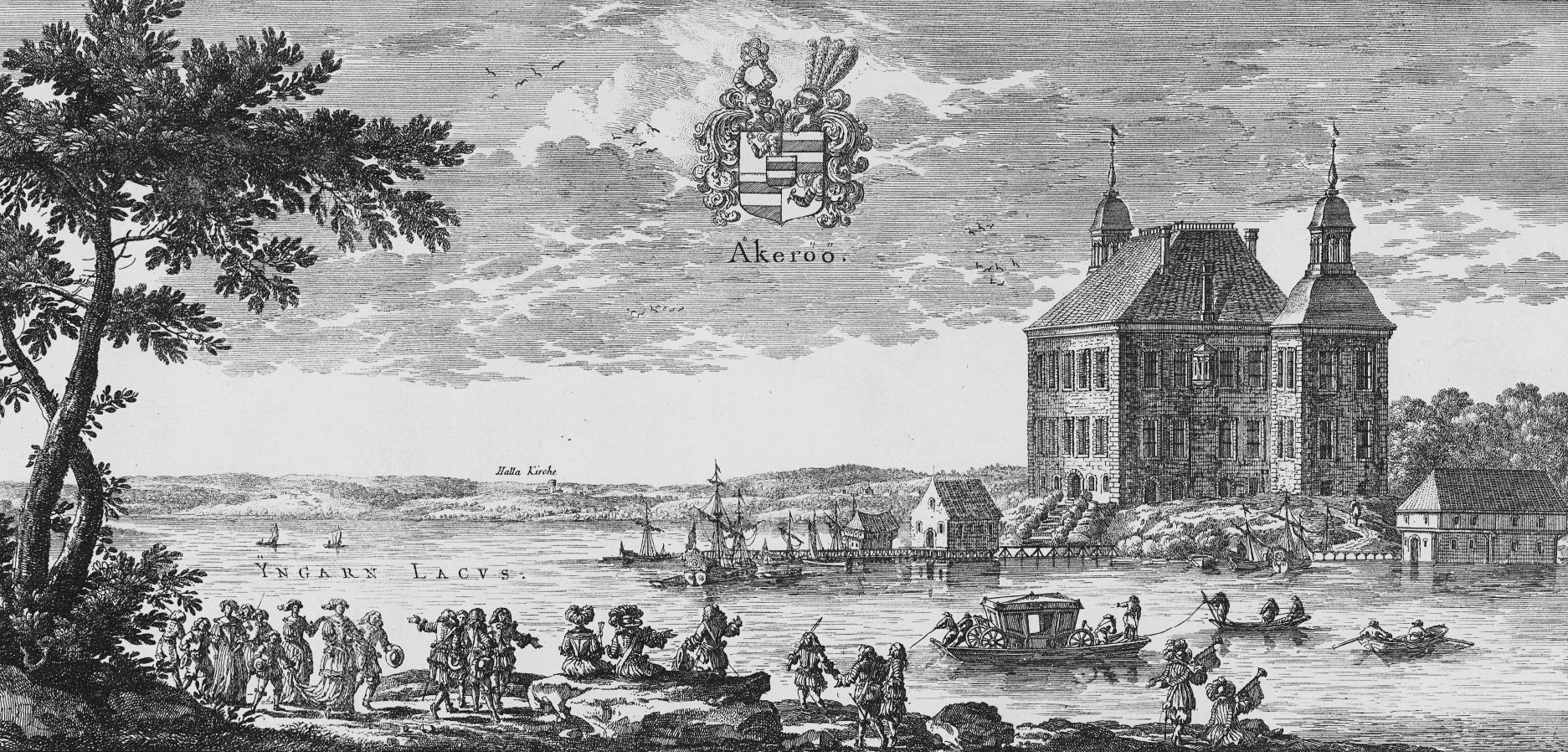
Åkerö gamla slott i Sueciaverket, omkring 1680.

År 1740 lät greve Carl Gustaf Tessin måla av sig av den franske konstnären Jacques Aved. Nationalmuseum, Stockholm.

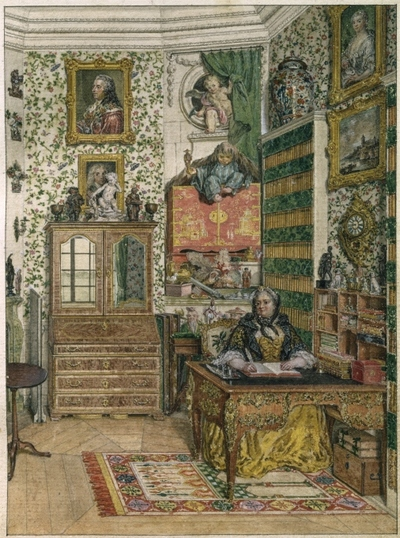
Grevinnan Ulla Tessin (före giftermålet Ulrika Lovisa Sparre), gift med Carl Gustaf Tessin, i sitt kabinett på Åkerö slott, akvarell från 1762 av konstnären och dekoratören Olof Fridsberg. Nationalmuseum, Stockholm.

År 1281 såldes Åkerö av drotsen Ulf Karlsson (Ulv), död 1285, till tysken Fredrik Stikting. Senare tillhörde det lagmannen Bo Nilsson (Natt och Dag) och dennes släkt samt släkterna Svarte skåning, Lillie, Tott och Bielke, som innehade Åkerö i nära 150 år. 1660 brann byggnaden delvis ner och återställdes inte helt. Den revs slutligen omkring 1750 för att ge plats för den nya herrgården. Den ursprungliga byggnaden syns på Erik Dahlberghs illustration i Sueciaverket från omkring 1680.
År 1675 kom det genom gifte till riksrådet Bengt Horn och 1726 genom testamente till riksrådet Axel Banér. 1745 tilldömdes Åkerö efter en process släkten Sparre och inlöstes 1748 av den med Ulrika Lovisa Sparre gifte kanslipresident greve Carl Gustaf Tessin. Åren 1752–1757 uppfördes den nya slottsbyggnaden efter ritningar av arkitekt Carl Hårleman som skapade en vacker rokokoherrgård. Även beställaren, Carl Gustaf Tessin, deltog med skisser och idéer i planeringen av den nya byggnaden. Carl Gustaf Tessin och hans hustru Ulla Tessin fyllde Åkerö med konstskatter från Europas främsta konstnärer.
1758 och några år framåt fick den nyblivne hovintentendenten Johan Pasch i uppdrag av Carl Gustaf Tessin på Åkerö att måla trompe l'œil-arbeten. Ursprungligen var dessa målningar avsedda för Läckö slott. Tapetsviten i det största rummet i norra flygeln utfördes av Johan Pasch redan 1753 för Läckö slott, som förlänats Tessin som arrende, och de flyttades sedan de suttit i Tessinska palatset i Stockholm till Åkerö efter Tessins död 1770. Temat för den illusionistiska tekniken var ”en ostädad sal”. På Åkerö slott utförde han tapetmålningar i väggfälten i illusionsskapande perspektivmålning av i Sverige tidigare inte skådat slag. Genom sina goda kontakter till Tessin fick han också utföra betydelsefulla arbeten i Tessinska palatset i Stockholm. Johan Pasch var den ledande dekorationsmålaren i Sverige under rokokons period.
Å 1769 såldes Åkerö slott av Tessin till svågern överståthållare greve Axel Wrede Sparre (död 1772), men arrenderades av Tessin på livstid. 1770 avled Tessin på Åkerö och begravdes i Bettna kyrka. Åkerö ärvdes sedan av den förres måg, Tessins systerson, Sveriges siste rikskansler greve Fredrik Sparre. Dennes måg hovmarskalk Fredrik Fabian Montgomerie sålde Åkerö till direktör Carl Abraham Arfwedson, och genom gifte kom det senare till överstelöjtnant S. E. G. Leijonhufvud. Han sålde Åkerö 1900 till ingenjör G. F. Enderlein, vars släkt innehade Åkerö till 2000, då det köptes av Henriette Ramel, gift med friherre Gustaf Ramel på Viderup.
Efter Carl Gustaf Tessins död år 1770 såldes det mesta av konstskatterna, då en auktion hölls på Åkerö mitt i vintern. Vad som finns kvar idag av alla konstskatter är den fasta inredningen i form av väggmålningar, dörröverstycken, speglar med mera.